# Delta (Colorado)
Delta és una població dels Estats Units a l'estat de Colorado. Segons el cens del 2000 tenia 6.400 habitants, 2.569 habitatges, i 1.741 famílies. La densitat de població era de 464,5 habitants per km².